# Agnieszka Kamińska
Agnieszka Kamińska (ur. 18 sierpnia 1975 w Białymstoku) – polska dziennikarka, doktor nauk humanistycznych, od 22 stycznia 2020 roku do 20 grudnia 2023 roku prezes jednoosobowego zarządu Polskiego Radia, zastąpiła na tym stanowisku Andrzeja Rogoyskiego, a jej następcą został Paweł Majcher, który od 27 grudnia 2023 roku pełni także funkcję likwidatora Polskiego Radia.

## Życiorys
Ukończyła w 1999 roku filologię polską na Wydziale Filologicznym Uniwersytetu w Białymstoku i Podyplomowe Studium Dziennikarstwa i Komunikacji Społecznej na tej samej uczelni. Rok później rozpoczęła pracę jako dziennikarka w rozgłośni Polskiego Radia w Białymstoku. Pracowała także w regionalnym kanale Telewizji Polskiej – TVP3 Białystok, gdzie prowadziła cotygodniowy magazyn sportowy i program "Gość dnia". Stopień doktora nauk humanistycznych uzyskała w 2009 roku na Wydziale Filologicznym rodzimej uczelni. Ukończyła Akademię Menadżerską SGH oraz seminarium producenckie Akademii Telewizyjnej TVP i Państwowej Wyższej Szkoły Filmowej, Telewizyjnej i Teatralnej im. Leona Schillera w Łodzi.
W latach 2008–2016 Kamińska pracowała w redakcji TVP Historia. Pisała też artykuły do dzienników Polska The Times oraz Rzeczpospolita. Od 2016 do 2019 pełniła funkcję wiceszefowej Polskiego Radia 24. Od 2017 r. prowadziła tam audycje "Nos Kleopatry", "Powroty z niepamięci" i poniedziałkową "Debatę dnia". Jako komentatorka była zapraszana do TV Republika, Superstacji i rozgłośni "Siódma 9". W grudniu 2019 roku została powołana na członka zarządu Polskiego Radia, a w lutym 2019 roku została szefową radiowej Jedynki. Od grudnia 2019 roku do 21 stycznia 2020 roku była wiceprezesem Polskiego Radia.
Rada Mediów Narodowych powołała w dniu 22 stycznia 2020 roku Kamińską na prezesa zarządu Polskiego Radia. Z dniem 19 grudnia 2023 roku została odwołana z tego stanowiska. 12 sierpnia 2024 roku objęła w Instytucie Pamięci Narodowej stanowisko dyrektor Centralnego Przystanku Historia.

## Nagrody i wyróżnienia
Za swą pracę otrzymała:
- nominację w V. edycji Ogólnopolskiego Konkursu IPN na Najlepszą Audycję Historyczną Roku w kategorii „Wydarzenia” za reportaż „Więzienie przy Rakowieckiej. Stalinowskie wrota piekieł”[9],
- nominację do nagrody im. Jacka Stwory w Kazimierzu za reportaż historyczny o funkcjonariuszu SB „Sprawiedliwości nie stało się zadość”,
- wyróżnienie w I Ogólnopolskim Konkursie Reportażystów i Realizatorów Radiowych Dylematy człowieka XXI wieku za reportaż psychologiczny „Byłam bólem”,
- nominację do Grand Prix w Ogólnopolskim Konkursie Reportażu i Dokumentu Radiowego „Polska i Świat 2003” za reportaż historyczny „Tryba Potockiego”.

## Kontrowersje
Podczas jej urzędowania poziomy słuchalności rozgłośni Polskiego Radia osiągnęły jedne z najgorszych wyników w historii stacji, a wielu dziennikarzy opuściło radio w tym Hirek Wrona, Artur Andrus, Wojciech Mann, Marcin Kydryński czy Marek Niedźwiecki. Natomiast Rada Etyki Mediów wskazała, że TVP i Polskie Radio zatraciły charakter nadawcy publicznego, którego przekaz zgodnie z art. 21.1 ustawy o radiofonii i telewizji powinien charakteryzować się pluralizmem, bezstronnością, wyważaniem i niezależnością. W lipcu 2020 roku miała wydać okólnik, który zabraniał dziennikarzom i współpracownikom PR udzielania wypowiedzi dla mediów bez jej zgody. Jeden z dziennikarzy Polskiego Radia Rafał Tomański upublicznił korespondencję mailową z Kamińską, w której ta miała ingerować w tematykę audycji i pytań zadawanych gościom. Tomański został następnie odsunięty od prowadzenia programów.